# رادوسلاف رانغيلوف
رادوسلاف رانغيلوف (بالبلغارية: Радослав Рангелов)‏ هو لاعب كرة قدم بلغاري في مركز الوسط، ولد في 18 سبتمبر 1985 في صوفيا في بلغاريا. لعب مع سلافيا صوفيا.

## وصلات خارجية
- رادوسلاف رانغيلوف على موقع قاعدة بيانات كرة القدم.إي يو (الإنجليزية)